# Hin Stuttligi Flokkurin
Hin Stuttligi Flokkurin, på dansk Det Sjove Parti, blev stiftet i 2004 af færingen Johan Dalsgaard kort før det færøske lagtingsvalg som et spøgparti. Partiet fik 747 stemmer, hvilket var under spærregrænsen, og kort efter blev partiet opløst. Partiet havde i sin korte levetid ikke mange medlemmer udover formanden (Dalsgaard) selv. En god ven af Johan Dalsgaard, Rubek S. Lilaa, fungerede under lagtinsgvalget i 2004 som fortaler for partiet ved de politiske debatter. 
Blandt partiet få valgløfter var bl.a. "Politikkur skal vera stuttligt", politik skal være sjovt. 
Til sammenligning kan nævnes Jacob Haugaards SABAE Sammenslutningen af Bevidst Arbejdssky Elementer.